# Friedrich von Löwen (Gouverneur)

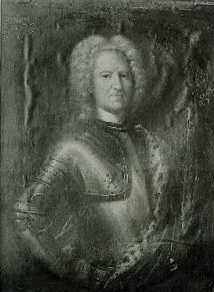
Friedrich von Löwen

Friedrich von Löwen (russisch Фридрих фон Лёвен; * 5. Juli 1654 in Lohde; † 9. Juli 1744 in Reval) war ein russischer Generalmajor und Gouverneur in Estland.

## Leben

### Herkunft und Familie

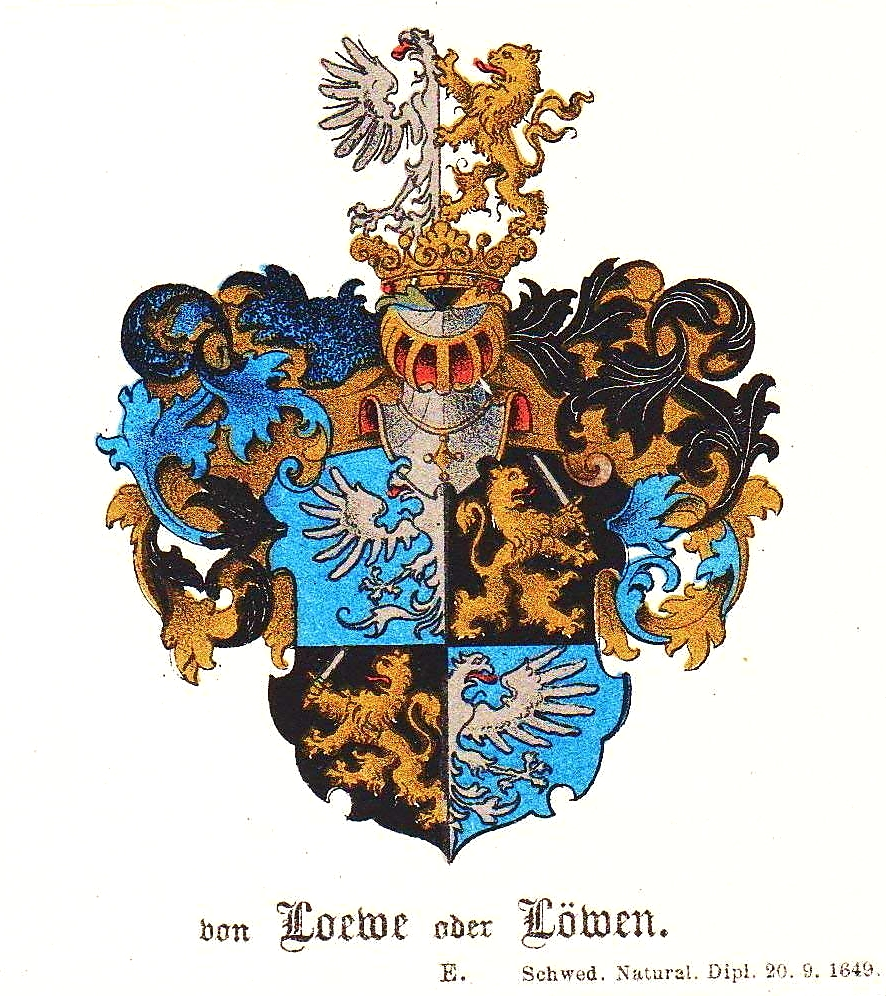
Wappen derer von Löwen

Friedrich entstammte dem estländischen, von 1603 bis 1771 zu Schloss Lohde begütertem Adelsgeschlecht Löwen. Seiner Eltern waren der schwedische Oberstleutnant, estländische Ritterschaftshauptmann und Landrat Georg Johann von Löwen (1630–1681) und Barbara Dorothea von Fersen aus dem Haus Rayküll († 1698).
Er vermählte sich 1679 mit Elisabeth, verwitwete Schrapfer, geborene von Nieroth aus dem Haus Weißenfeld, Tochter des estländischen Landrats Magnus von Nieroth († 1671). Aus der Ehe sind acht Kinder hervorgegangen, darunter der russische Generalmajor und estländische Landrat und Ritterschaftshauptmann Gustav von Löwen (1690–1766).

### Werdegang
Löwen stand von 1708 bis 1710 mit dem Regiment „Sparre“ in französischen Diensten. Im Jahr 1710 avancierte er zum Major in schwedischen Diensten, trat dann aber in russische Dienste über. Von 1696 bis 1721 war er estländischer Landrat. Als russischer Generalmajor war er von 1711 bis 1730 Vizegouverneur in Reval. In dieser Zeit führte er wegen Abwesenheit des Generalgouverneurs häufig die Geschäfte und war sehr einflussreich. In den Jahren 1730 bis 1736 bekleidete er die Stellung des Gouverneurs in Estland. Er wurde 1736 krankheitsbedingt verabschiedet.
Er unternahm auf Wunsch der Ritterschaft die erste Revision des estländischen Ritter- und Landrechts und veranlasste die Verordnung des Generalgouverneurs von Estland über Kirchenbauten und Prediger-Gerechtigkeit von 1719.
Löwen war Erbherr auf den estländischen Gütern Seyer, Lohde, Wannamois und Lautel.